# Eberhard Feess
Eberhard Feess (* 1959 in Frankfurt am Main) ist ein deutscher Wirtschaftswissenschaftler.

## Leben
Er erwarb Diplome in Soziologie und Volkswirtschaftslehre 1986 bzw. 1987 an der Goethe-Universität, wo er 1989 in Soziologie promovierte und 1993 in Volkswirtschaftslehre habilitierte. Er hatte C4-Lehrstühle an der European Business School (für Wettbewerbstheorie, 1994–1996), an der Universität Frankfurt am Main (für Law&Economics, 1996–2001) und an der RWTH Aachen (für Mikroökonomie, 2001–2008). Seit 2008 ist er Professor für Managerial Economics an der Frankfurt School of Finance & Management.
Seine aktuellen Forschungsinteressen sind die ökonomische Analyse des Rechts, die Wettbewerbstheorie und -politik, Gesundheitsökonomie und Sportökonomie.

## Schriften (Auswahl)
- Die Redundanz der Mehrwerttheorie. Ein Beitrag zur Kontroverse zwischen Marxisten und Neoricardianern. Marburg 1989, ISBN 3-926570-11-3.
- Haftungsregeln für multikausale Umweltschäden. Eine ökonomische Analyse des Umwelthaftungsgesetzes unter besonderer Berücksichtigung multikausaler Schadensverursachung. Marburg 1995, ISBN 3-89518-044-0.
- Mikroökonomie. Eine spieltheoretisch- und anwendungsorientierte Einführung. Marburg 2004, ISBN 3-89518-491-8.
- mit Andreas Seeliger: Umweltökonomie und Umweltpolitik. München 2013, ISBN 3-8006-4668-4.